# Вильчевский, Павел Эмильевич
Вильче́вский Па́вел Эми́льевич (14 июня 1874, г. Пудож Олонецкой губернии — 5 июля 1958, Канны, Франция) — русский генерал-лейтенант, участник Белого движения, протоиерей. 

## Биография
Сын провизора, вероисповедания православного. Воспитывался в Олонецкой гимназии, в Московском пехотном юнкерском училище окончил военно-училищный курс по 1-му разряду, в Николаевской академии Генерального штаба окончил 2 класса и дополнительный курс успешно. В службу вступил 2.8.1894 г. в 204-й Свирский резервный пехотный батальон рядовым на правах вольноопределяющегося 1-го разряда.
23.8.1894 г. командирован в Московское пехотное юнкерское училище для прохождения курса наук, 29.8.1894 г. зачислен в младший класс военно-училищного курса. 5.10.1894 г. перечислен с собственного содержания на казенное. 7.3.1895 г. произведен в унтер-офицеры войск, 2.9.1895 г. — в ефрейторы училища, 21.10.1895 г. — в младшие, а 5.12.1895 г. — в старшие унтер-офицеры училища, 20.3.1896 г. — в фельдфебели училища.
По окончании полного курса наук 12.8.1896 г. произведен в подпрапорщики в 19-ю артиллерийскую бригаду со старшинством с 12.8.1895 г. 12.9.1896 г. прибыл в бригаду и назначен на службу в 5-ю батарею. 12.8.1896 г. произведен в подпоручики со старшинством с 12.8.1895 г. 1.11.1896 г. переведен в 1-ю батарею.
Командирован в Санкт-Петербург для держания вступительного экзамена в Николаевскую академию Генерального штаба, по выдержании экзамена 9.10.1899 г. зачислен слушателем в академию. 28.8.1900 г. произведен в поручики со старшинством с 12.8.1899 г. По окончании курса 2 классов академии по 1-му разряду 21.9.1901 г. переведен в дополнительный курс. Окончил дополнительный курс академии успешно и за отличные успехи в науках 28.5.1902 г. произведен в штабс-капитаны.
29.5.1902 г. причислен к Генеральному штабу и откомандирован от академии к штабу Киевского военного округа для отбывания лагерного сбора, прибыл в штаб 15.6.1902 г. С 1.8 по 31.8.1902 г. командирован для участия в общем и подвижном сборах с войсками Межибужского лагеря. Цензовое командование ротой отбывал в 165-м пехотном Луцком полку (19.10.1902 г. — 30.1.1904 г.), командовал 13-й ротой.
11.2.1904 г. переведен в Генеральный штаб с назначением старшим адъютантом штаба 8-й Восточно-Сибирской стрелковой дивизии. Назначен вр. и.д. начальника штаба дивизии 10.4 по 21.6.1904 г. 28.3.1904 г. произведен в капитаны. 20.1.1905 г. назначен начальником штаба Западного отдела обороны полуострова Муравьева-Амурского. 26.12.1905 г. прикомандирован к штабу Владивостокской крепости. С 9.4.1904 г. по 26.9.1905 г. находился в крепости Владивосток, бывшей на осадном положении. 14.9.1905 г. назначен, а 25.10.1905 г. утвержден исправляющим должность штаб-офицера для поручений при коменданте Владивостокской крепости (должность упразднена 10.11.1905 г.). 23.9.1905 г. назначен делопроизводителем комиссии по приему и распределению пленных во Владивостоке.
В виду окончания работ в комиссии по приему пленных 8.3.1906 г. откомандирован в штаб Приамурского военного округа. 10.3.1906 г. назначен вр. и.д., а 21.5.1906 г. — обер-офицером для поручений при штабе Приамурского военного округа.
29.12.1906 г. назначен старшим адъютантом штаба 22-й пехотной дивизии. Прибыл в штаб 22-й пехотной дивизии 19.2.1907 г. Вр. и.д. начальника штаба 22-й пехотной дивизии с 3.5 по 28.9.1907 г. 6.12.1907 г. произведен в подполковники с назначением старшим адъютантом штаба Омского военного округа. 18.1.1908 г. вступил в исправление должности старшего адъютанта мобилизационного отделения штаба округа.
13.12.1909 г. назначен помощником делопроизводителя Главного управления Генерального штаба. 22.12.1909 г. зачислен в часть 3-ю обер-квартирмейстера с прикомандированием к Главному штабу. С 15.7 по 13.9.1910 г. временно исполнял обязанности начальника отделения Главного штаба. 28.7.1910 г. переведен в Главный штаб. 1.8.1910 г. назначен помощником начальника 1-го отделения Главного штаба. 1.10.1910 г. переведен в ГУГШ. 29.10.1910 г. назначен помощником начальника отделения мобилизационного отдела. 4.8.1911 г. назначен и.д. начальника отделения ГУГШ. 7.8.1911 г. назначен и.д. начальника 4-го отделения мобилизационного отдела. 6.12.1911 г. произведен в полковники с утверждением в настоящей должности. 2.11.1913 г. объявлено Высочайшее благоволение за труды, понесенные при выработке проекта Положения о военно-автомобильной повинности. Вр. и.д. начальника мобилизационного отдела с 16.4 по 4.5.1914 г. Цензовое командование батальоном отбывал в 54-м пехотном Минском полку (5.5 — 19.7.1914 г.).
27.7.1914 г. командирован в распоряжение начальника штаба Казанского военного округа для назначения на должность военного времени. 28.7.1914 г. назначен заведующим этапно-хозяйственного отдела штаба 4-й армии, утвержден в должности 28.9.1914 г. Участник Первой Мировой войны, 30.7.1914 г. в составе штаба армии вступил в район театра военных действий. 22.5.1915 г. допущен к и.д. командира 11-го гренадерского Фанагорийского полка; являлся командиром полка с 2.6.1915 г. по 31.1.1916 г. 4.2.1916 г. назначен и.д. начальника этапно-хозяйственного отдела штаба 6-й армии. 11.9.1917 г. произведен в генерал-майоры.
Участник Белого движения на юге России в рядах Добровольческой армии и Вооруженных Силах Юга России. С июня 1919 года начальник снабжения Кавказской армии генерал-лейтенанта П. Н. Врангеля. С 17 июля 1919 года в резерве чинов при штабе Главнокомандующего ВСЮР. Начальник снабжения Кавказской армии (на 15.9.1919 г.) и Добровольческой армии (с 2.12.1919 г.), куда был переведен по настоянию Врангеля. С 27 марта 1920 года главный начальник снабжений ВСЮР.
При отступлении с Кубани и Кавказа эвакуирован в Турцию. 29 июгя 1920 года вернулся в Севастополь на корабле «Саратов». Генерал-лейтенант (1920). Начальник снабжения Русской армии Врангеля. С 15 августа 1920 года состоял в резерве чинов при Военном управлении.
Эвакуирован из Крыма, со временем попал во Францию. В 1941 году рукоположен в священники. Протоиерей, настоятель церкви св. Георгия Победоносца в Марселе, также окормлял церковную общину в Тулоне. Умер в Каннах, похоронен на кладбище Гран-Жас.

## Семья
Был женат на дочери купца Евдокии Ивановне Мудровой, у них дочь Евгения (род. 18.11.1899 г.); жена и дочь вероисповедания православного. (РГВИА. Ф. 409. Оп. 1. Д. 104881. Л. 1–14. Послужной список 52–582, 4.10.1914 г.).

## Награды
- Орден Св. Станислава 3-й ст. (22.1.1906 г.),
- Орден Св. Анны 3-й ст. (6.12.1906 г.),
- Орден Св. Станислава 2-й ст. (6.12.1913 г.),
- Орден Св. Владимира 4-й ст. (6.3.1915 г.) и 3-й ст. с мечами.
- Георгиевское оружие

за то, что, состоя командиром 11-го гренадерского Фанагорийского Генералиссимуса Князя Суворова, ныне Его Императорского Высочества Великого Князя Димитрия Павловича полка и будучи выдвинут в полком из корпусного резерва, 7 июля 1915 г., к лесу южнее д. Эгерсдорф, атаковал противника, занимавшего этот лес, выбил его и отбросил к д. Скржинец и г. дв. Боров, причем полком было захвачено в плен 543 нижних чина и 15 офицеров. Руководя в дальнейшем боевыми действиями полка, не считаясь с очевидной опасностью и неся потери в личном составе, удерживался на позиции, пока все резервы не были исчерпаны и не последовало разрешения отойти на вторую линию обороны» (Высочайший приказ от 16.8.1916 г.).

### Медали
- Серебряная в память коронования Императора Николая II,
- Темно-бронзовая в память Русско-японской войны 1904—1905 гг.,
- в память 100-летия Отечественной войны 1812 года
- в память 300-летия царствования Дома Романовых.